# أوسكار كانتوني
أوسكار كانتوني (بالإيطالية: Oscar Cantoni) هو كاهن كاثوليكي إيطالي، ولد في 1 سبتمبر 1950 في Lenno ‏ في إيطاليا.